# Jan Olsson
Jan Olof Olsson (født 30. marts 1942 i Halmstad, Sverige) er en svensk tidligere fodboldspiller (forsvarer).
Olsson spillede 17 kampe for det svenske landshold, og var med i landets trup til VM 1974 i Vesttyskland. Han spillede fire af holdets seks kampe i turneringen.
På klubplan tilbragte Olsson hele sin karriere i hjemlandet, hvor han repræsenterede Halmstads BK i sin fødeby, samt Åtvidabergs FF. Han vandt to svenske mesterskaber og to pokaltitler med sidstnævnte.

## Titler
Allsvenskan
- 1972 og 1973 med Åtvidabergs FF

Svenska Cupen
- 1970 og 1971 med Åtvidabergs FF